# 显忠院站
顯忠院站（：／ Hyeongchungwon yeok */?）是大田地鐵1號線沿線的一座地下車站，位於韓國大田廣域市儒城区九岩洞，韓語副站名為「韓巴大」（한밭대）。

## 車站結構
本站站體為2面2線側式月台的地下車站，設有月台幕門，並有4處出口。

### 月台配置
| 九岩 ↑         |
| \| 上          |
| ↓ 世界盃競技場 |

| 月台 | 路線               | 目的地                             |
| ---- | ------------------ | ---------------------------------- |
| 上行 | ●大田都市铁道1号线 | 九岩、儒城溫泉、大田、板岩方向     |
| 下行 | ●大田都市铁道1号线 | 世界盃競技場、老隱、智足、盤石方向 |

## 歷史
- 2007年4月17日：落成啟用。

## 車站周邊
- 韓巴大學
- 國立海洋測位情報院（朝鲜语：국립해양측위정보원）
- 國立大田顯忠院
- 三星火險儒城研習所
- 韓國信用協同組合（朝鲜语：신용협동조합 (대한민국)）研習所

## 相鄰車站
大田廣域市都市鐵道公社
●大田都市铁道1号线
九岩（117）－顯忠院（118）－世界盃競技場（119）